# Daniel Lăcătuș
Daniel Lăcătuș (n. 4 ianuarie 1988, Călan, județul Hunedoara) este un jurnalist, poet și prozator român. Din 2011 este membru al Uniunii Scriitorilor din România, filiala Sibiu.

## Activitatea publicistică
S-a născut pe data de 4 ianuarie 1988, în orașul Călan, județul Hunedoara. Absolvent al studiilor primare, gimnaziale și liceale în orașul natal, licențiat în jurnalism la Universitatea „Lucian Blaga” din Sibiu. La scurt timp de la debutul publicistic în versuri (2006) și editorial (2008) a fost, alături de Simona Dumitrache și Adrian Diniș, privit ca un nume promițător „pentru schimbarea paradigmei poetice actuale”. A mai fost definit ca „un poet neomodern și neoromantic””. Scriitorul hunedorean Eugen Evu îl descrie astfel: „Scrie cu nerv polemic și ultra-sensibil, abordând lirica de notație, aforistic, dar și haiku-ul, sau tematica socială cotidiană și… nocturnă. Prezent în antologii exigente, de umor sau neoromantice. Vocație proprie de antologator, de spirt movens pe fondul tradiției în acest sens din arealul său cultural.”. Poetul a abordat, cum remarcă Eugen Evu, și stilul haiku . Pentru Daniel Lăcătuș, în viziunea scriitorului Menuț Maximinian, „versul este muzica gândului, uneori cu alternanțe rock, alteori pop sau hause. Este o zeificare a realității prin gravitația sufletului (...)”. Gheorghe Andrei Neagu nota, la apariția volumului cel care a transportat pustiul, că „atât de tânăr și atât de prolific, acest autor aflat deja la al cincilea volum de poezie adevărată, unde cititorul poate vibra cu versurile în suflet, de parcă ar fi ale sale! Tânăr viu și ludic autorul se transferă ca existență în versurile sale curate și pline de farmec.”. Cu acest volum cel care a transprtat pustiul, „Daniel Lăcătuș își dă cu prisosință măsura talentului său poetic.” (Ioan Radu Văcărescu) . Aprecieri pe marginea volumului au mai făcut și Ladislau Daradici, care îl vede ca pe un poet „inconfundabil în peisajul liricii contemporane hunedorene și nu numai”, Miron Țic  sau Emanuela Ilie . Scriitorul Remus Giorgioni îl denumea „un poet demn de remarcat”. Cel care a transportat pustiul este considerat „volumul maturizării sale”.
În 2016 i-a fost tradus și publicat în limba engleză volumul Femeia aceea, bine primit de critica literară. Felix Nicolau: „Dincolo de intensitatea și de formulările amețitoare, fascinația cărții este asigurată și de cosmopolitismul ei. O poezie de front, îndârjită să rememoreze pentru a se vindeca.”. Cartea „nu recuperează mai nimic din spasmele și obsesiile „mizerabiliste”, rupându-se totodată de notele volumelor de poezie anterioare ale tânărului autor”  Același volum, varianta în limba spaniolă, a fost publicat în 2018, bucurându-se de aprecierea scriitoarei argentiniene Beatriz Valerio.
Printre lucrările publicate se regăsesc și unele dedicate istoriei presei sau istoriei literaturii, preotul Constantin Necula remarcă, în ceea ce privește volumul Poezia creștină în prima jumătate a secolului al XX-lea. Orașul Călan, „excelentele punctări istorice și documentaristice realizate de autorul lucrării, privind istoricul lucrării Oastei Domnului în zona Călan.”. Pe marginea lucrării au mai recenzat criticul literar Alexandru Cistelecan și preotul Theodor Damian, care apreciază că „ar fi de dorit ca fiecare localitate din România să aibă propriul ei Daniel Lăcătuș.”,. În 2019 a publicat Istoria vieții literare a orașului Călan. 1875-2018, volum la fel de pozitiv receptat de critica literară.
În 2016 a publicat Presa din Hunedoara. Contribuții privind jurnalismul de investigație, unde „(...) autorul evidențiază, în prima secțiune a lucrării, momente-cheie din istoria presei din Orăștie, Deva și din orașele Văii Jiului. Din Orăștie, se disting Ioan Moța, Aurel Vlad, Sebastian Bornemisa, Alexandru Herlea și Vasile C. Osvadă, personalități care au contribuit la întemeierea unor publicații ce au făcut din acest orășel un adevărat centru de presă.” (conf. univ. dr. Gabriel Hasmațuchi). Scriitorul Constantin Stancu scria că „(...) stilul lui Daniel Lăcătuș este precis, s-a documentat cu pasiune, a scris pentru a marca istoria jurnalismului în județul Hunedoara. Nu este singurul, este însă dedicat și sincer cu sine și cu cei din jurul său. Obiectivitatea i-a permis să finalizeze o analiză de substanță despre jurnalismul de investigație.|.
„Autorul Daniel Lăcătuș s-a născut în Călan, un oraș mineresc (prin poziție geografică), o așezare monoindustrială (creație comunistă) și o urbe „abandonată” (în zilele noastre), dar care „supraviețuiește”, asemenea întregii zone, nu prin interesul și grija guvernanților și politicienilor, cât prin harul și râvna unor „fii ai locului” ce văd și nu pot să accepte cum sub ochii noștri „moare o lume”, iar alteia nu-i este dată nicio șansă. Daniel Lăcătuș este un om al locului, dar este și un „spirit al locului”, o conștiință trează și vie, iar o parte din sine, cea dedicată publicisticii, a pus-o și în această nouă carte.”—Conf. univ. dr. Viorel Nistor

### Colaborări
Eminescu, luceafărul românilor de pretutindeni, serie nouă, nr. 8 (29 - 30), anul VI, decembrie 2006 (debut). Alte colaborări: Jurnalul Literar, Poezia, Tomis, Litere, Oglinda literară, Argeș, Cetatea Culturală, Convorbiri Literare, Luceafărul, Familia, Nord Literar, Pro Saeculum, Boema, Singur, Ecouri, Noua Provincia Corvina, Climate, Literaria, Plumb, Cuib Literar, Caiete Silvane, Ateneu, LitArt, Revista Nouă, Fereastra, Euphorion, Vox Libri, Cenaclul de la Păltiniș, Apostrof, Actualitatea Literară, Negru pe alb, Semne-Emia, Vatra Veche, Spații culturale, Sintagme literare, Algoritm Literar, Discobolul, Limba română, Revista 22, Renașterea, Revista română etc. Publicații străine: Isla Negra, Agora, Hambre (Spania), Lectorum, La Otra, El Errante (Mexic), La Urraka (Columbia), Revista LiterArte Digital, Diario de los Poetas, Mapuche (Argentina).

### ProiectulFețele durerii. Apel la memorie
În anul 2018 a inițiat proiectul editorial Fețele durerii. Apel la memorie, proiect care are ca obiectiv studierea și rememorarea prigoanei regimurilor totalitare împotriva românilor din toate categoriile sociale, cauzele și efectele oprimării constituite de instituțiile represive; NKVD în Republica Moldova, Securitatea în România. Primul volum, „Personalități decedate în închisorile comuniste”, a ieșit de sub tipar în 2018. Prof. univ. dr. Marian Cojoc, fost decan și prodecan la Facultatea de Istorie și Științe Politice a Universității „Ovidius” din Constanța, scria pe margine apariției primului volum din proiect că „(...) avem în față un demers special centrat pe înregistrarea fidelă a tragediilor existențiale certe, dedicat celor care nu doar au trecut prin închisorile amintite, suportând ca mulți alții rigorile durei detenții ci (...) a acelora care nu s-au mai întors vii din infernul totalitarism, oricum ar fi arătat acesta”. Acad. Dan Berindei scria de asemenea că „(...) Prin datele cuprinse în acest dicționar sunt clarificate și precizate parcursul și împrejurările unor vieți sfârșite tragic, dar totodată ne sunt rememorate și un șir de victime ale totalitarismului, mulți dintre cei în cauză fiind personalități de seamă ale procesului de construcție mai sus amintit. Este o lectură edificatoare.” Prof. uiv. dr. Gheorghe Onișoru concluzionează la rândul său că volumul reprezintă „(...) o lectură care deschide apetitul pentru studierea regimului totalitar comunist, instaurat sub protecția Armatei Roșii și menținut apoi cu ajutorul organelor represive în frunte cu Securitatea, toate dirijate de conducerea Partidului Comunist.”. Pe marginea apariției au mai publicat prof. dr. Dragoș Curelea, prof. Daniela Curelea, prof. Daniel Hrenciuc, Ioan Gligor Stopita, Silviu Guga. Dovadă a receptivității sale, cartea a fost citată în lucarea instituției Avocatul Poporului: Raport Special privind respectarea drepturilor persoanelor persecutate din motive politice de către dictatura instaurată în România în perioada 6 martie 1945 - 22 decembrie 1989, București, 2018.. Proiectul Fețele durerii. Apel la memorie a inspirat, în august 2018, înființarea revistei Apel la memorie ,, publicație de cultură și istorie. Într-o recenzie publicată în paginile revistei Arhivele totalitarismului, Octavian Roske, cercetător științific în cadrul I.N.S.T., arăta că „Daniel Lăcătuș, inițiatorul și coordonatorul revistei Apel la Memorie, atrage atenția prin seriozitatea documentării și interesul pentru fixarea datelor cercetării într-o perspectivă menită să contribuie la înțelegerea mecanismelor represive ale regimului comunist.” 

### ProiectulSă ne cunoaștm istoria - Călan

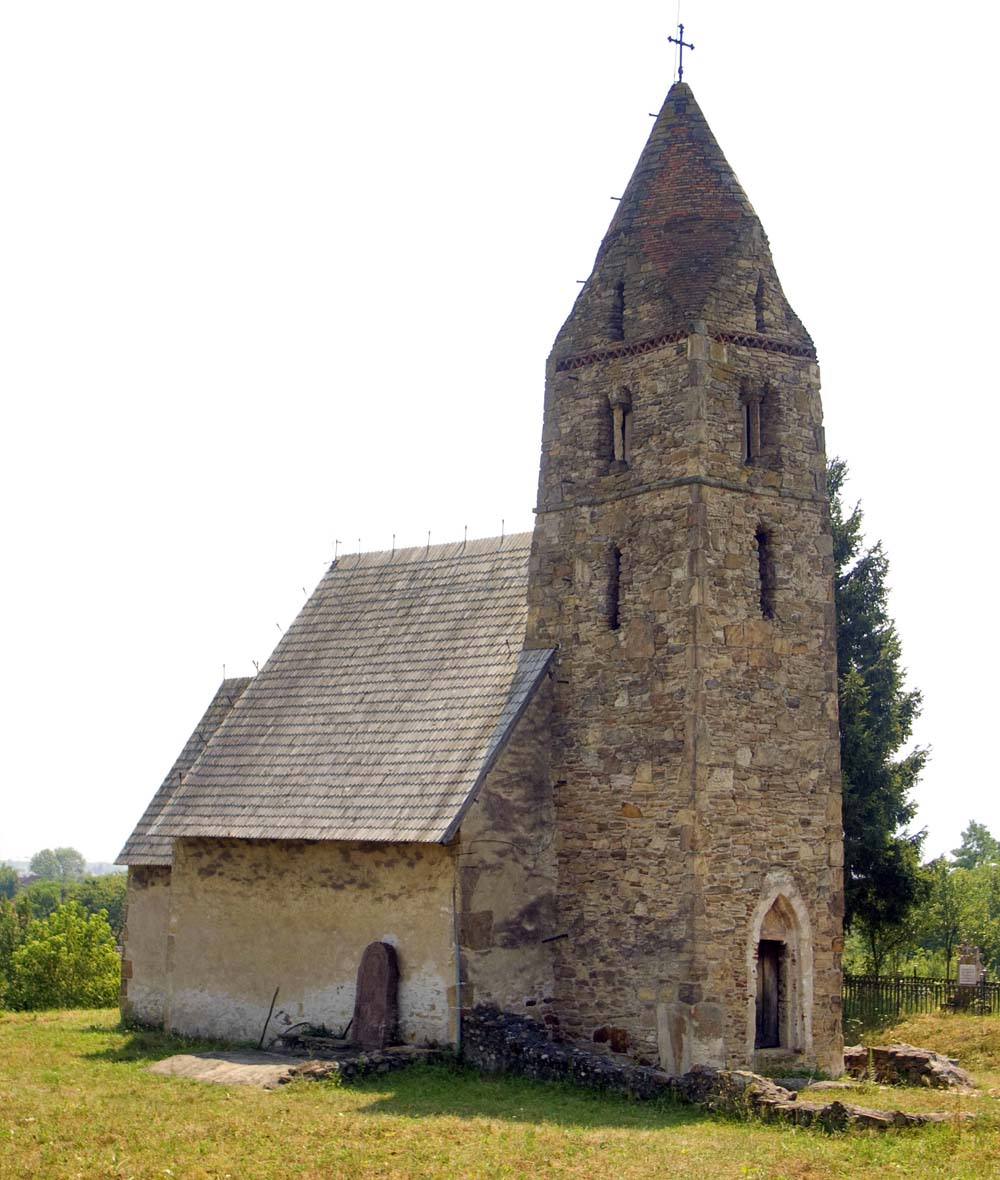
Biserica medievală din Strei

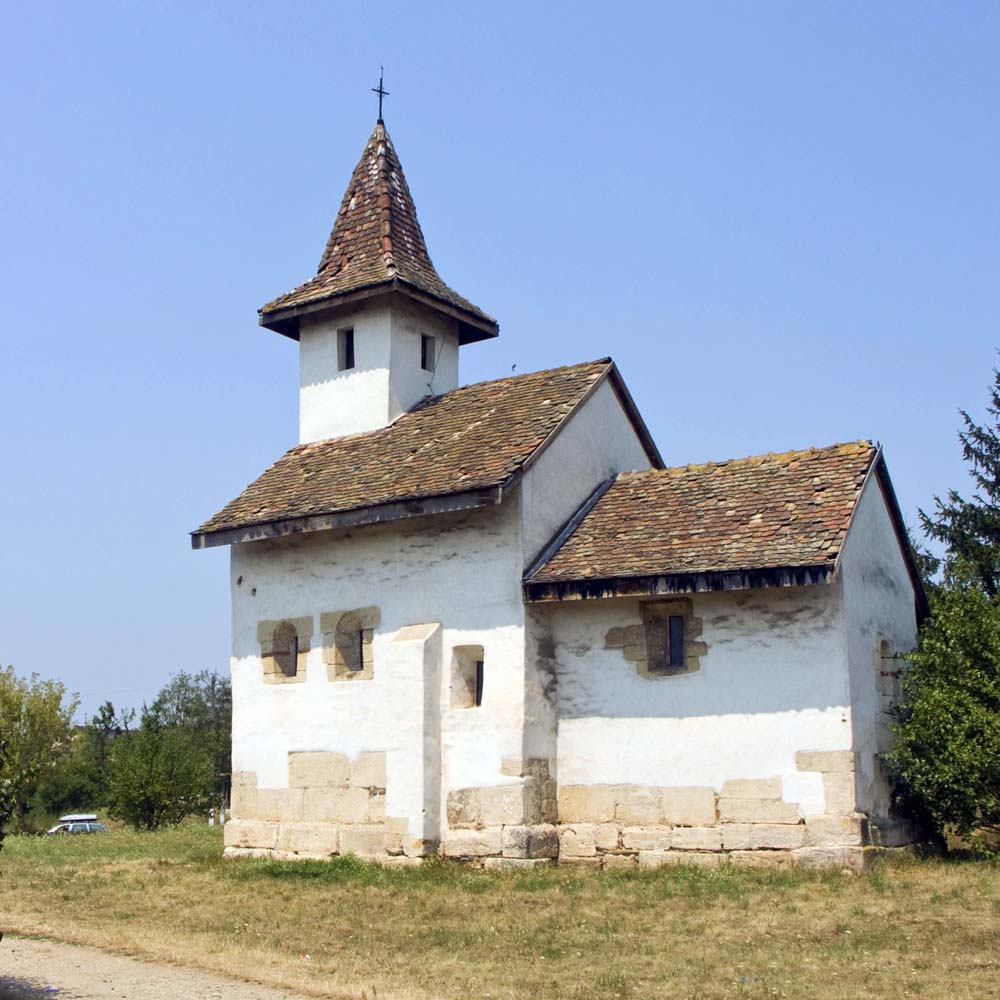
Biserica medievală din Streisângeorgiu

Originar dintr-o localitate cu numeroase urme ale civilizaților dacice și romane (cariera de piatră Măgura Călanului, băile daco-romane Aquae etc.) sau medievale (biserica din Strei, biserica din Streisângeorgiu), Daniel Lăcătuș a acordat, în volumele din proiect, atenție majoră monumentelor istorice de importanță națională. În cadrul aceluiași proiect a mai publicat, la începutul anului 2019, un volum dedicat centenarului Marii Uniri , „o lucrare onestă, documentată și necesară pentru cunoașterea istoriei locale și naționale”.,
„Din trecutul medieval se păstrează aici vechile biserici din Streisângiorgiu și din Strei, adevărate monumente ale istoriei evului mediu românesc, repere pentru românitatea intracarpatică. Regiunea Hunedoarei și a Hațegului sunt pline de astfel de ctitorii cneziale și voievodale românești, cu pictură și inscripții doveditoare ale culturii medievale românești mature și autentic racordate la creația creștină europeană. Sunt, totodată, și edificii aparținând epocilor modernă și contemporană, de asemenea repertorizate acum în lucrarea lui Daniel Lăcătuș. Îi suntem recunoscători cercetătorului-autor al volumului de față, pentru atașamentul și fervoarea de care dă dovadă întru promovarea identității locale și zonale, rămânând în așteptarea elaboratelor următoare, prin care valorile cultural-istorice hunedorene și hațegane vor fi puse în lumina tiparului și aduse la cunoștința unui public mai larg.”— Acad. Nicolae Edroiu 
Promotor al istoriei orașului Călan, a publicat o serie de volume, albume foto, antologii literare ,, (ținând cont că aici își au originea sau au avut domiciliul mai mulți scriitori valoroși: Ioan Barb, Silviu Guga, Romul Munteanu, Ada Orleanu, Traian Dorz, Harald Siegmund ș.a.m.d.
„Pasiunea scrisului nu a fost însă abandonată la Călan. Dacă siderurgia prin care acest oraș era renumit, a dispărut cu desăvârșire, literatura a prins cheag, cum se spune. Fapt dovedit de antologia „Semințe literare”, editată de Daniel Lăcătuș ce grupează 20 de iubitori ai scrisului din Călan. Antologia e „prefațată” de versurile lui Adrian Păunescu: „Jurăm credință luptei de-a ne regenera/ să aibă fiecare dreptatea, munca sa,/ jurăm ca adevărul să fie printre noi/ Puterea de a scoate Călanul din nevoi/ și-atât cât ne mai bate o inimă în piept / Călanul să renască așa cum este drept”. Dan Mircea Cipariu apreciază antologia și consideră că ea „pariază pe memoria culturală și literară a unui spațiu, Călan”. Demn de menționat este și faptul că, la ora actuală, Călanul are doi locuitori care sunt membri ai Uniunii Scriitorilor din România, Ioan Barb și Daniel Lăcătuș.”— Silviu Guga

## Operă

### Volume literare
- La templul poeziei, Editura Lumen, Iași, 2008.
- La dictadura del silencio (în limba spaniolă), Editura Mayon, București, 2009.
- În piața agroalimentară, prefață de Elena M. Cîmpan și Melania Cuc, Editura Atu, Sibiu, 2009.
- Preț de o clipă, prefață de Petre A. Fluerașu și Mihnea Voicu Șimăndan, Editura Atu, Sibiu, 2010.
- Cel care a transportat pustiul, comentariu critic de Ioan Radu Văcărescu (coperta a IV-a), Editura Cenaclul de la Păltiniș, Sibiu, 2013.
- Poezia creștină în prima jumătate a secolului al XX-lea. Orașul Călan, prefață de Paul Aretzu și Pr. Conf. Univ. Dr. Constantin Necula, Editura Stef, 2016.
- Femeia aceea/That woman, ediție bilingvă, română - engleză, în traducerea lui Mădălina Bănucu, comentariu critic de Felix Nicolau, (coperta a IV-a), Editura Stef, 2016.
- Femeia aceea/Esa mujer, ediție bilingvă, română - spaniolă, în traducerea autorului și a lui Roxana Oroșanu, prefață de Beatriz Valerio, Editura eLiteratura, 2018.
- Istoria vieții literare a orașului Călan. 1875-2018, prefață de Adrian Dinu Rachieru, note (coperta a 4-a) de Cornel Ungureanu, Aureliu Goci și Emanuela Ilie, Editura Pim, Iași, 2019.

### Cărți publicate în proiectulFețele durerii. Apel la memorie
- Fețele durerii. Apel la memorie. Volumul I, Personalități decedate în închisorile comuniste, prefață de prof. univ. dr. Gheorghe Onișoru. Cuvânt de întâmpinare, coperta a IV-a, de acad. Dan Berindei și prof. univ. dr. Marian Cojoc, Editura StudIS, 2018.

### Cărți publicate în proiectulSă ne cunoaștem Istoria – Călan
- Să ne cunoaștem istoria - Călan, Editura Noul Scrib, Arad, 2010.
- Semințe literare, antologie literară a scriitorilor din orașul Călan. (coordonator), comentariu critic de Dan Mircea Cipariu (coperta a IV-a), Editura Pim, Iași, 2011.
- Folclor Poetic din zona orașului Călan, prefață de prof. univ. dr. Ștefan Lucian Mureșanu, Editura StudIS, Iași, 2011.
- 30 de Personalități ale orașului Călan, comentariu critic de Ioan Scorobete și Ștefan Nemecsek (coperta a IV-a), Editura Vertical, Alba-Iulia, 2012.
- Călanul în imagini. Volumul I. Clădiri și monumente istorice, Editura StusIS, Iași, 2015.
- Arcade peste timp, prefață de Nicolae Stanciu, Editura Stef, Iași, 2017.
- Biobibliografie. Ioan Gelu Crișan, Editura Stef, Iași, 2017.
- Cioburi de suflet, antologie de versuri semnate de autori din Călan (coordonator), Editura Stef, Iasi, 2018.
- Orașul Călan la Marea Unire, prefață de prof. univ. dr. Ioan Bolovan, Editura StudIS, 2019.

### Alte lucrări publicate
- Presa din Hunedoara. Contribuții privind jurnalismul de investigație, prefață de lect. univ. dr. Gabriel Hasmațuchi, postfață de lect. univ. dr. Viorel Nistor, Editura Stef, 2016.

### Studii în volume colective
- Activități filantropice și misionare ale asociațiilor străine în bisericile creștine din România, sub supravegherea securității, în volumul: Familie, comunitate, filantropie. Biserica în perioada regimului comunist, editori: Radu Ciuceanu, Anca Natalia Rusu, Editura Cetatea de scaun, 2020. [44]